# Славка Петковић-Грујичић
Славка Петковић Грујичић (Зворник, 1953) српска је књижевница. Пише песме, приче и романе за децу и младе. У својим делима бави се проблемима одрастања, дечијим љубавима и пријатељством.

## Биографија
Славка Петковић Грујичић рођена је 1953. године у Зворнику. Основну и средњу школу завршила је у Сремској Митровици. Дипломирала је на Филозофском факултету у Сарајеву, на групи за педагогију и психологију. Радни век је провела радећи се децом основношколског и средњошколског узраста. Живи у Београду.

### Романи
- Љубав на први корак (роман за младе), 1995.
- Кад растеш, боли (роман о одрастању), 1997.
- Душан и Нада (роман за прваке), 2000.
- Љубав је лек (роман за младе), 2009.
- Скривена љубав (роман за младе), 2012.
- Манекенка страва (роман за младе), 2013.
- Љубавне релације фејсбук генерације (роман за младе), 2014.
- Волим да ме воле (роман за младе), 2015.
- Обожавам те (роман за младе), 2017.[3]

### Приповетке
- Растем, не ометај (приче о одрастању), 1997.
- Православна бојанка (приче о икони), 2002.
- Српске славе у причама за децу, 2004.
- Српске славе у причама (допуњено издање), 2006.
- Истините приче (издато у САД), 2014.
- Славе за велике и мале хришћане, 2014.
- Мој друг мрав (недовршене приче), 2015.
- Приче о Марку и за Марка (издато у САД), 2016.
- И дечаци плачу, 2016.[3]

### Поезија
- Чудим се (песме за децу), 2018.[3]

### Приручници
- Бонтон за мале и велике, 1995.
- Бонтон - приче о лепом понашању, 2013.[3]

## Галерија
- Славка на Песничким сусретањима у основним школама Раковице
- Песничка сусретања 2018.
- Славка и деца
- Песничка сусретања у Раковици 2018.